# Kamjanycia-Pidzamok
Kamjanycia-Pidzamok (ukr. Кам'яниця-Підзамок) – przystanek kolejowy w miejscowości Kamjanycia, w rejonie użhorodzkim, w obwodzie zakarpackim, na Ukrainie. Położony jest na linii Sambor – Czop.